# Lagenophora
 Lagenophora  Cass., 1816 è un genere di piante angiosperme dicotiledoni della famiglia delle Asteraceae, sottofamiglia Asteroideae, tribù Astereae (Aster lineage) e sottotribù Lagenophorinae.

## Etimologia
Il genere botanico "Lagenophora" deriva dal greco "lagēnōn", che significa "vasetto" o "bottiglia", e "phoros", che significa "portatore". Nome di un contenitore a forma di zucca (collo stretto e ventre largo) utilizzato anticamente per contenere liquidi.
Il nome scientifico del genere è stato definito dal botanico Alexandre Henri Gabriel de Cassini (1781-1832) nella pubblicazione " Bulletin des Sciences, par la Société Philomatique" ( Bull. Sci. Soc. Philom. Paris 1816: 199) del 1816.

## Descrizione

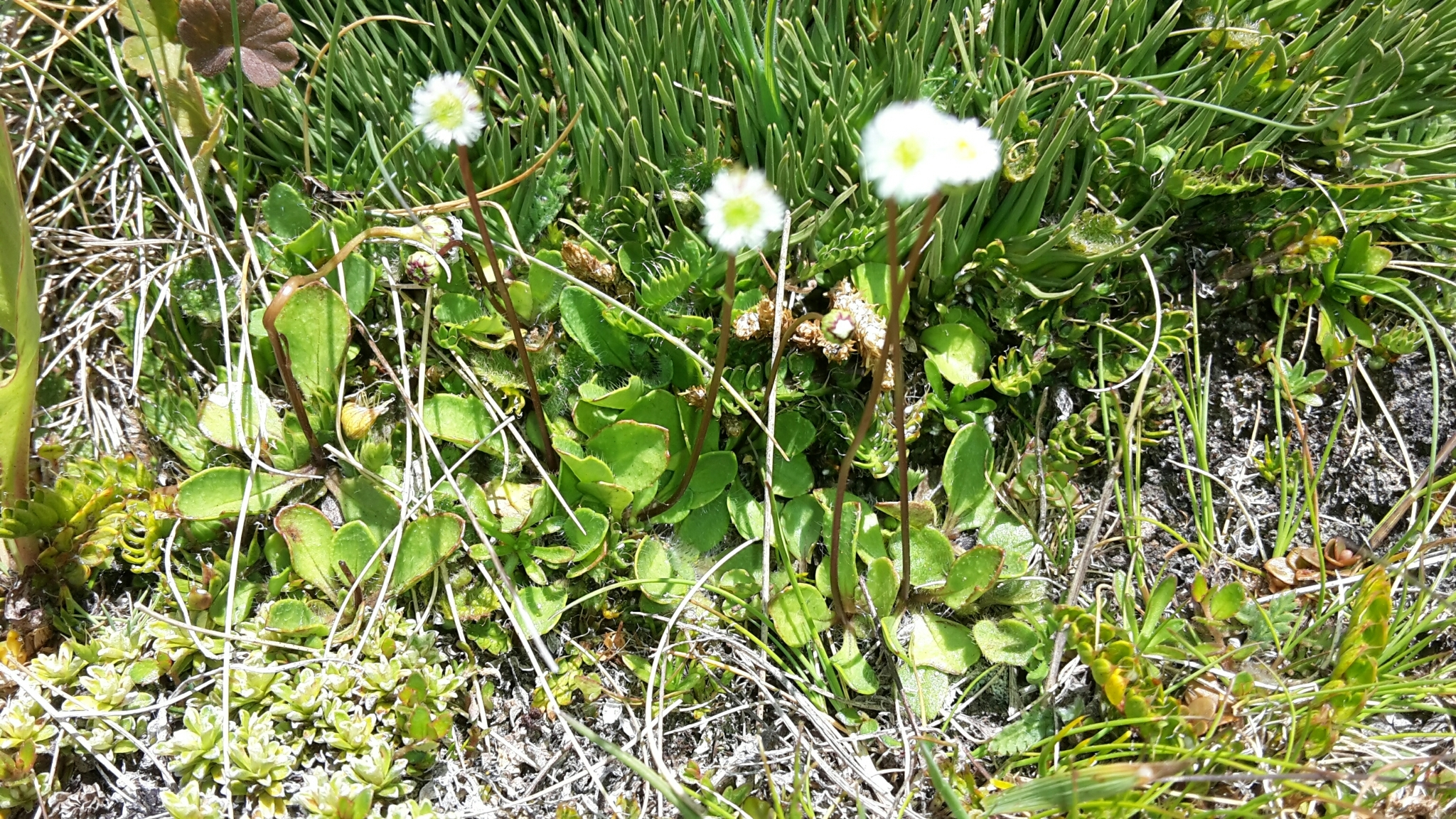
Il portamento
'Lagenophora cuneata

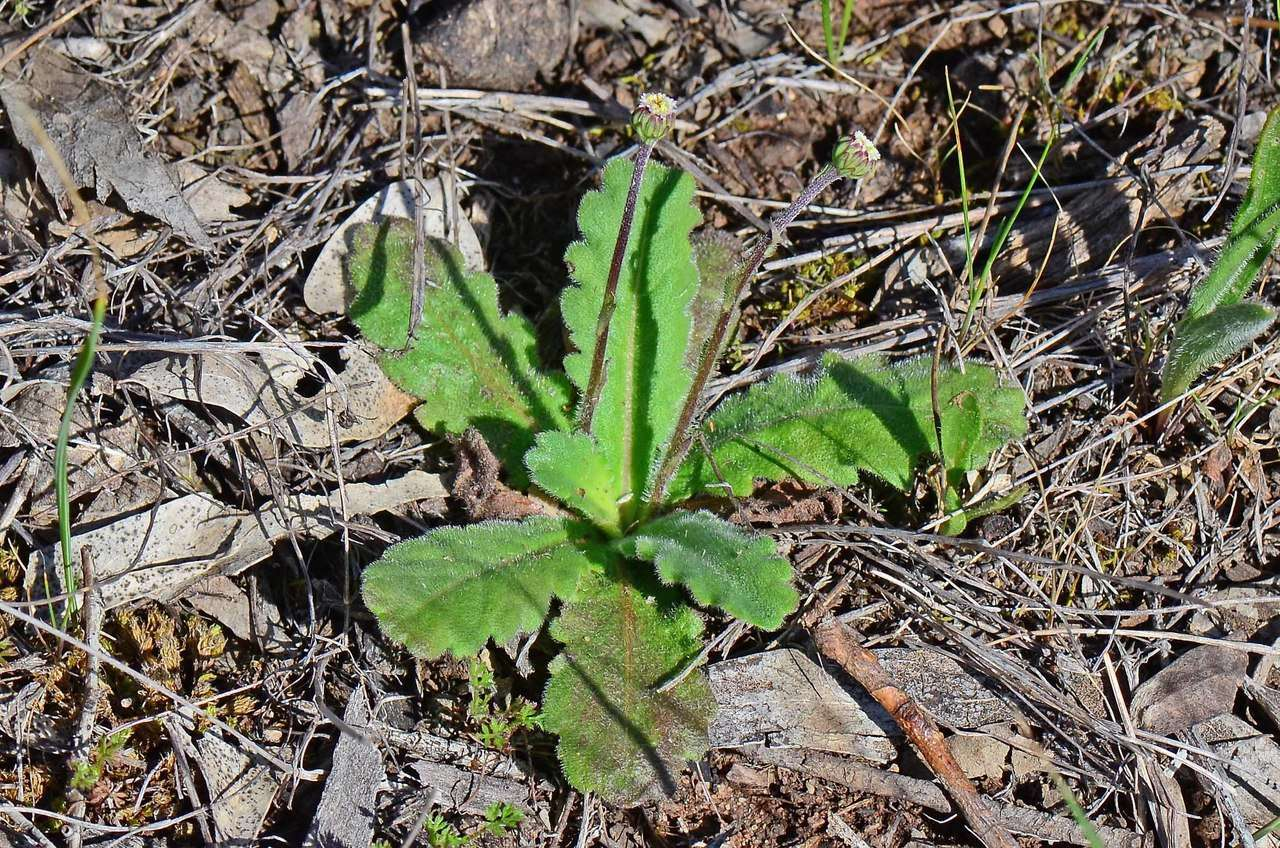
Le foglie
Lagenophora gunniana

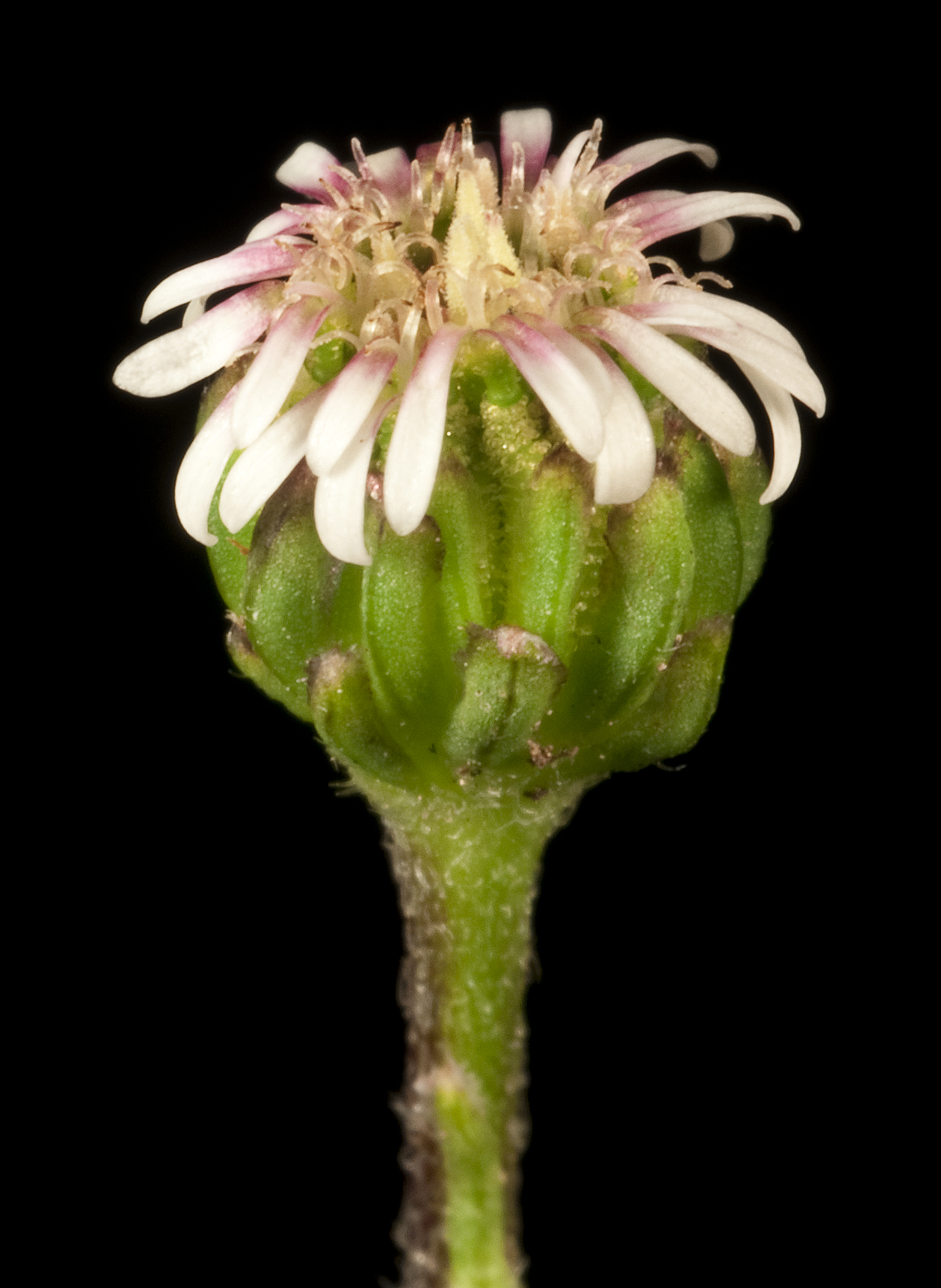
Infiorescenza
Lagenophora huegelii

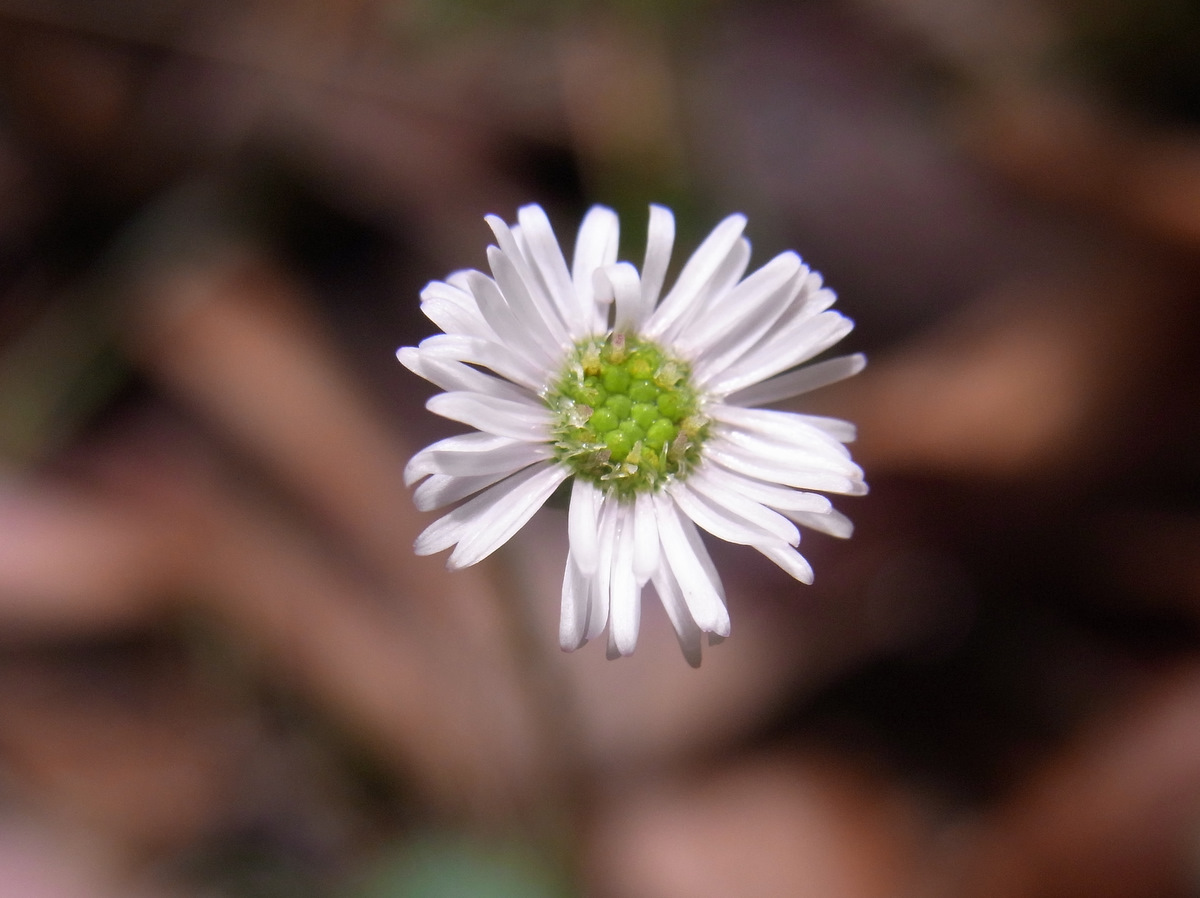
I fiori
Lagenophora gracilis

Portamento. Le specie di questo genere hanno un habitus di tipo erbaceo perenne o sub-arbustivo aromatico; sono piante stolonifere che a volte producono un tappeto erboso.
Fusto. La parte aerea in genere è eretta o procombente, semplice o ramosa. 
Foglie. Le foglie sono disposte in modo alternato, picciolate o sessili. In maggioranza formano una rosetta basale; quelle cauline sono di minori dimensioni. La lamina varia da intera a dentata con forme da lineari a spatolate. La superficie è stipitato-ghiandolare oppure non ghiandolosa.
Infiorescenza. Le sinflorescenze sono scapose (capolini solitari). Le infiorescenze vere e proprie sono composte da un capolino terminale e lungamente peduncolato (a volte bratteato) di tipo radiato (o disciforme) con fiori eterogami. I capolini sono formati da un involucro, con forme da elicoidali o ruotate a campanulate, composto da una decina di brattee, al cui interno un ricettacolo fa da base ai fiori di due tipi: fiori del raggio e fiori del disco. Le brattee, con forme strettamente oblunghe con apici da acuti a ottusi e a consistenza erbacea ma con margini scarioso-denticolati, sono disposte in modo più o meno embricato su 2 - 3 serie. Il ricettacolo, non alveolato, in genere è nudo ossia senza pagliette a protezione della base dei fiori; la forma varia da convessa a piatta (raramente è conica).
Fiori.  I fiori sono tetra-ciclici (formati cioè da 4 verticilli: calice – corolla – androceo – gineceo) e pentameri (calice e corolla formati da 5 elementi). Si distinguono in:
- fiori del raggio (esterni): sono femminili e sono disposti su 1 - 4 serie; la forma è ligulata (zigomorfa); in genere hanno le ligule corte (non attorcigliate ma talvolta riflesse);
- fiori del disco (centrali): sono pochi con forme brevemente tubulose (attinomorfe); sono ermafroditi o spesso funzionalmente maschili (ovaie sterili).

- Formula fiorale:

*/x K {\displaystyle \infty }, [C (5), A (5)], G 2 (infero), achenio
- Calice: i sepali del calice sono ridotti ad una coroncina di squame.

- Corolla: la forma della corolla alla base è più o meno imbutiforme, mentre all'apice è ligulata a 5 (raramente 3) denti (i fiori del raggio) o tubolare con 5 (raramente 4) lobi (i fiori del disco); i lobi, patenti o eretti, hanno una forma più o meno triangolare. I colori della corolla sono giallo o rosso (i fiori del disco) e bianco o porpora (i fiori del raggio).

- Androceo: l'androceo è formato da 5 stami sorretti da filamenti generalmente liberi; gli stami sono connati e formano un manicotto circondante lo stilo; le teche (produttrici del polline) alla base sono troncate e sono lievemente auricolate (molto raramente sono speronate o hanno una coda); le appendici apicali delle antere hanno delle forme piatte e lanceolate; il tessuto endoteciale (rivestimento interno dell'antera) è quasi sempre polarizzato (con due superfici distinte: una verso l'esterno e una verso l'interno). Il polline è sferico con un diametro medio di circa 25 micron;  è tricolporato (con tre aperture sia di tipo a fessura che tipo isodiametrica o poro) ed è echinato (con punte sporgenti).[10][13]

- Gineceo: l'ovario è infero uniloculare formato da 2 carpelli.[6] Lo stilo (il recettore del polline) è profondamente bifido (con due stigmi divergenti) e con le linee stigmatiche marginali separate.[14] I due bracci dello stilo hanno una forma da lanceolata a deltoide e possono essere papillosi.

Frutti. I frutti sono degli acheni senza pappo; in alcune specie è presente un certo dimorfismo (gli acheni dei fiori del raggio differiscono dagli acheni dei fiori del disco);
- achenio: gli acheni, con forme da obovate a oblanceolate (o fusiformi), sono lateralmente compressi con due (tre o più) nervature laterali; normalmente hanno un becco apicale (o delle ghiandole decidue o persistenti); la superficie è cosparsa da setole; la parete dell'achenio è formata da celle contenenti rafidi ma prive di fitomelanina; il carpoforo è anulare; le setole con punte a forma di ancora non sono presenti.

## Biologia
Impollinazione: l'impollinazione avviene tramite insetti (impollinazione entomogama tramite farfalle diurne e notturne).

Riproduzione: la fecondazione avviene fondamentalmente tramite l'impollinazione dei fiori (vedi sopra).

Dispersione: i semi (gli acheni) cadendo a terra sono successivamente dispersi soprattutto da insetti tipo formiche (disseminazione mirmecoria). In questo tipo di piante avviene anche un altro tipo di dispersione: zoocoria. Infatti gli uncini delle brattee dell'involucro (se presenti) si agganciano ai peli degli animali di passaggio disperdendo così anche su lunghe distanze i semi della pianta. Inoltre per merito del pappo il vento può trasportare i semi anche a distanza di alcuni chilometri (disseminazione anemocora).

## Distribuzione e habitat
Le specie di questo genere sono distribuite in Sud America, India, Asia orientale, Nuova guinea, Australia e Nuova Zelanda.

## Sistematica
La famiglia di appartenenza di questa voce (Asteraceae o Compositae, nomen conservandum) probabilmente originaria del Sud America, è la più numerosa del mondo vegetale, comprende oltre 23.000 specie distribuite su 1.535 generi, oppure 22.750 specie e 1.530 generi secondo altre fonti (una delle checklist più aggiornata elenca fino a 1.679 generi). La famiglia attualmente (2021) è divisa in 16 sottofamiglie; la sottofamiglia Asteroideae è una di queste e rappresenta l'evoluzione più recente di tutta la famiglia.

### Filogenesi
La tribù Astereae comprende circa 40 sottotribù. In base alle ultime ricerche nella tribù sono stati individuati (provvisoriamente) 5 principali lignaggi:
- Basal grade: include alcuni generi isolati, il gruppo "South American-Oceania",  alcune sottotribù africane e il gruppo dei generi legnosi del Madagascar.
- Bellis lineage: comprende le sottotribù eurasiatiche e una sottotribù africana.
- Aster lineage: include i generi asiatici di Asterinae e i principali gruppi dell'Australia e dell'Oceania.
- Baccharis lineage: include alcuni gruppi sudamericani.
- North American lineage: include la vasta gamma di sottotribù del Nordamerica, Messico e alcuni gruppi distribuiti nel Sudamerica.

Il genere  Lagenophora (insieme alla sottotribù Lagenophorinae) è incluso nel Aster lineage i cui caratteri principali sono: la base delle antere sono prive di code e non sono calcarate (speronate); le linee stigmatiche dei bracci dello stilo sono totalmente separate; i due bracci dello stilo hanno una forma breve o allungata da lanceolata a deltoide e possono essere papillosi o ricoperti da ciuffi di peli (all'esterno, mentre all'interno sono glabri). La distribuzione della maggior parte delle specie di questo gruppo è nelle regioni temperate nord e sud.
I caratteri distintivi del genere di questa voce sono:
- i capolini sono del tipo radiato con i fiori del raggio ben sviluppati;
- le brattee dell'involucro hanno delle forme strettamente da lanceolate a lineari con apice da acuto a acuminato.
- il ricettacolo è convesso;
- gli acheni sono provvisti di ghiandole.

Il numero cromosomico delle specie di questo genere è: 2n = 18 (la base è n = 9).

### Elenco delle specie
Questo genere ha 25 specie:
- Lagenophora adenosa Jian Wang ter & A.R.Bean
- Lagenophora barkeri  Kirk
- Lagenophora brachyglossa  Jian Wang ter & A.R.Bean
- Lagenophora cuneata  Petrie
- Lagenophora fimbriata  Jian Wang ter & A.R.Bean
- Lagenophora gracilis  Steetz
- Lagenophora gunniana  Steetz
- Lagenophora hariotii  T.R.Dudley
- Lagenophora hirsuta  Poepp. ex Less.
- Lagenophora huegelii  Benth.
- Lagenophora latifolia  Hook.f.
- Lagenophora mikadoi  Koidz. ex Kitam.
- Lagenophora montana  Hook.f.
- Lagenophora nudicaulis  (Lam.) T.R.Dudley
- Lagenophora petiolata  Hook.f.
- Lagenophora pinnatifida  Hook.f.
- Lagenophora platysperma  Jian Wang ter & A.R.Bean
- Lagenophora pumila  (G.Forst.) Cheeseman
- Lagenophora queenslandica  Jian Wang ter & A.R.Bean
- Lagenophora schmidiae  de Lange & Jian Wang ter
- Lagenophora sinuosa  Lannuzel, Gâteblé & Jian Wang ter
- Lagenophora sporadica  Jian Wang ter & A.R.Bean
- Lagenophora stipitata  (Labill.) Druce
- Lagenophora strangulata  Colenso
- Lagenophora sublyrata  (Cass.) A.R.Bean & Jian Wang ter

### Alcune immagini

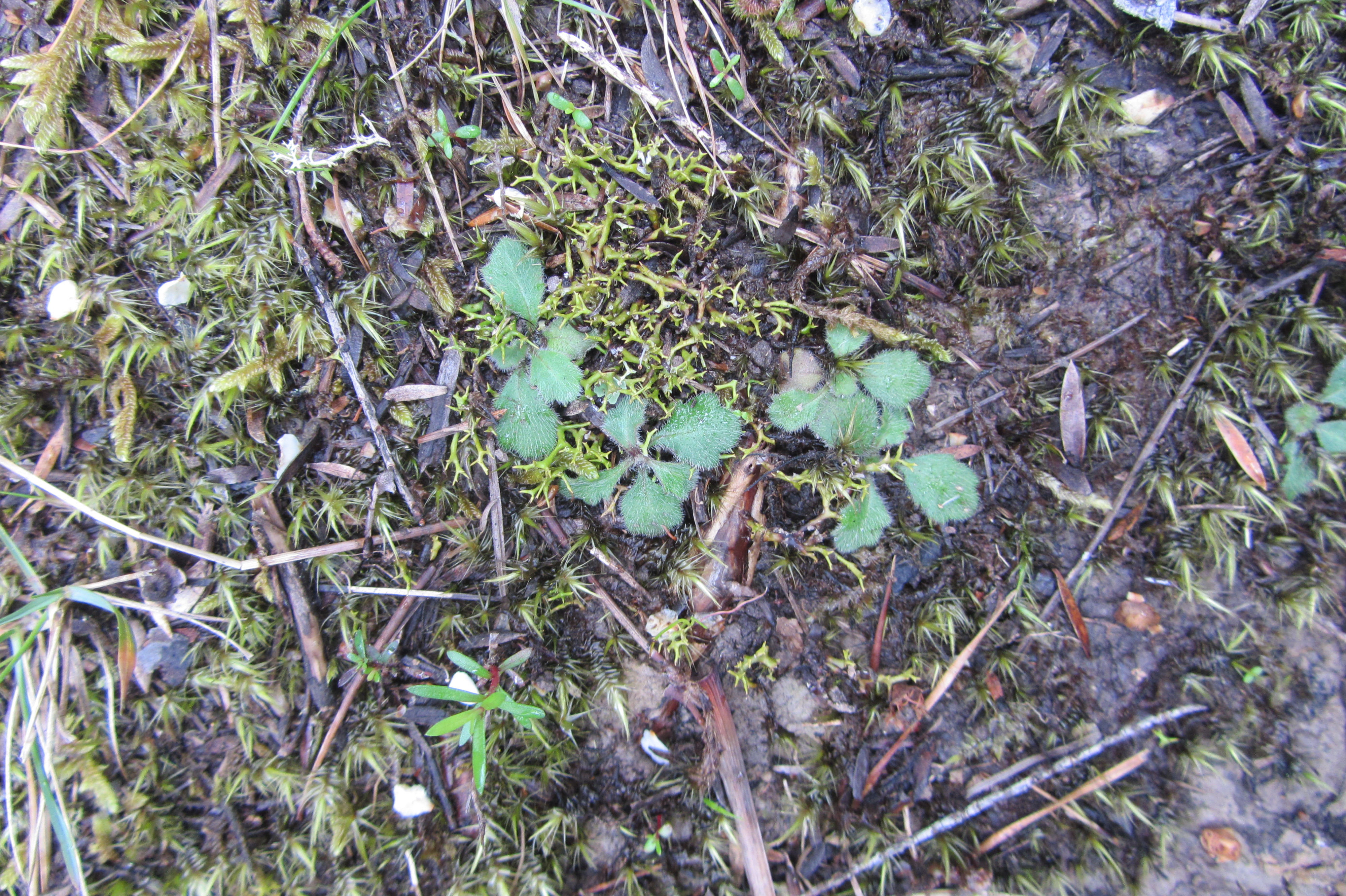
Lagenophora sublyrata
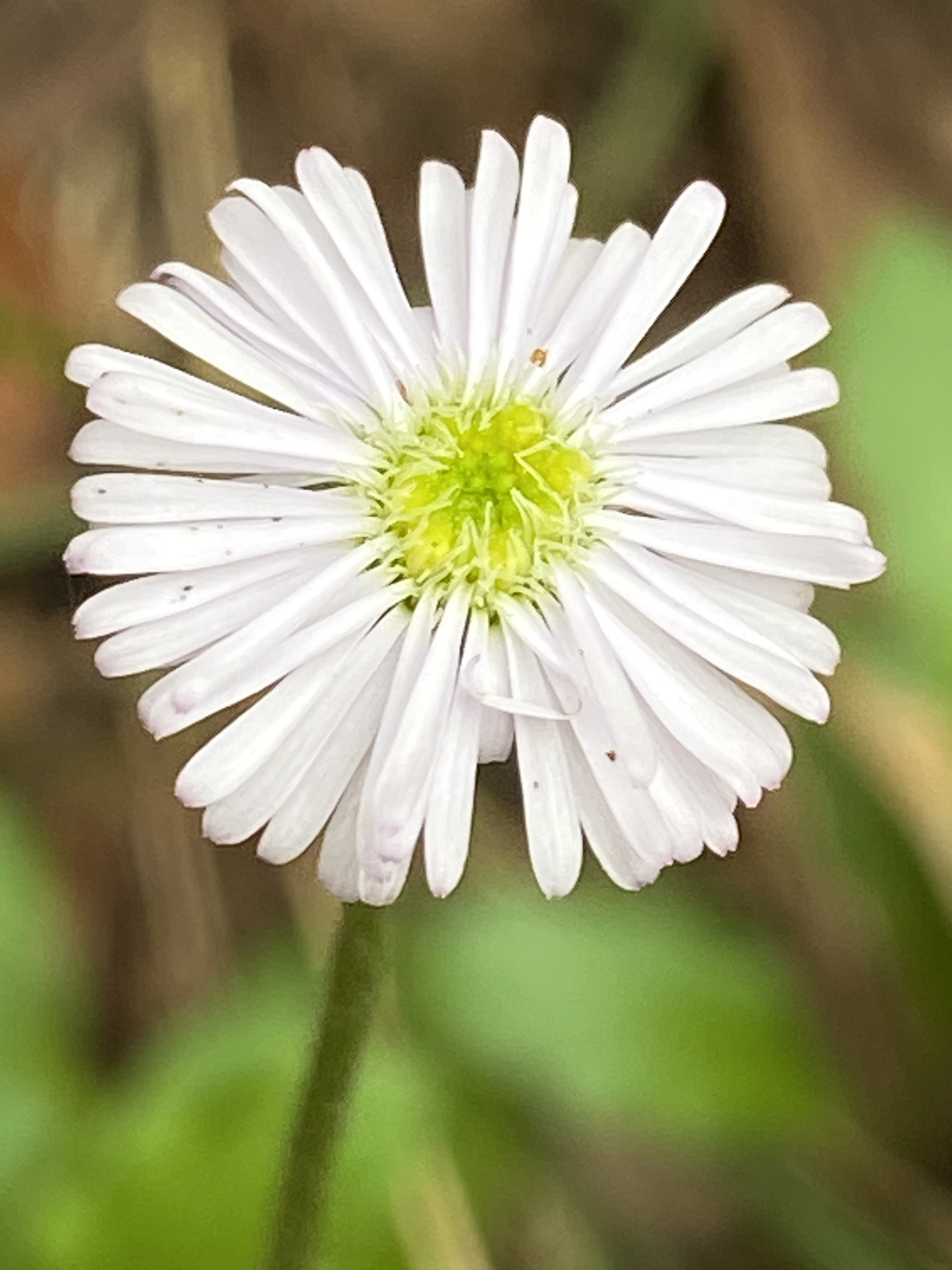
Lagenophora stipitata
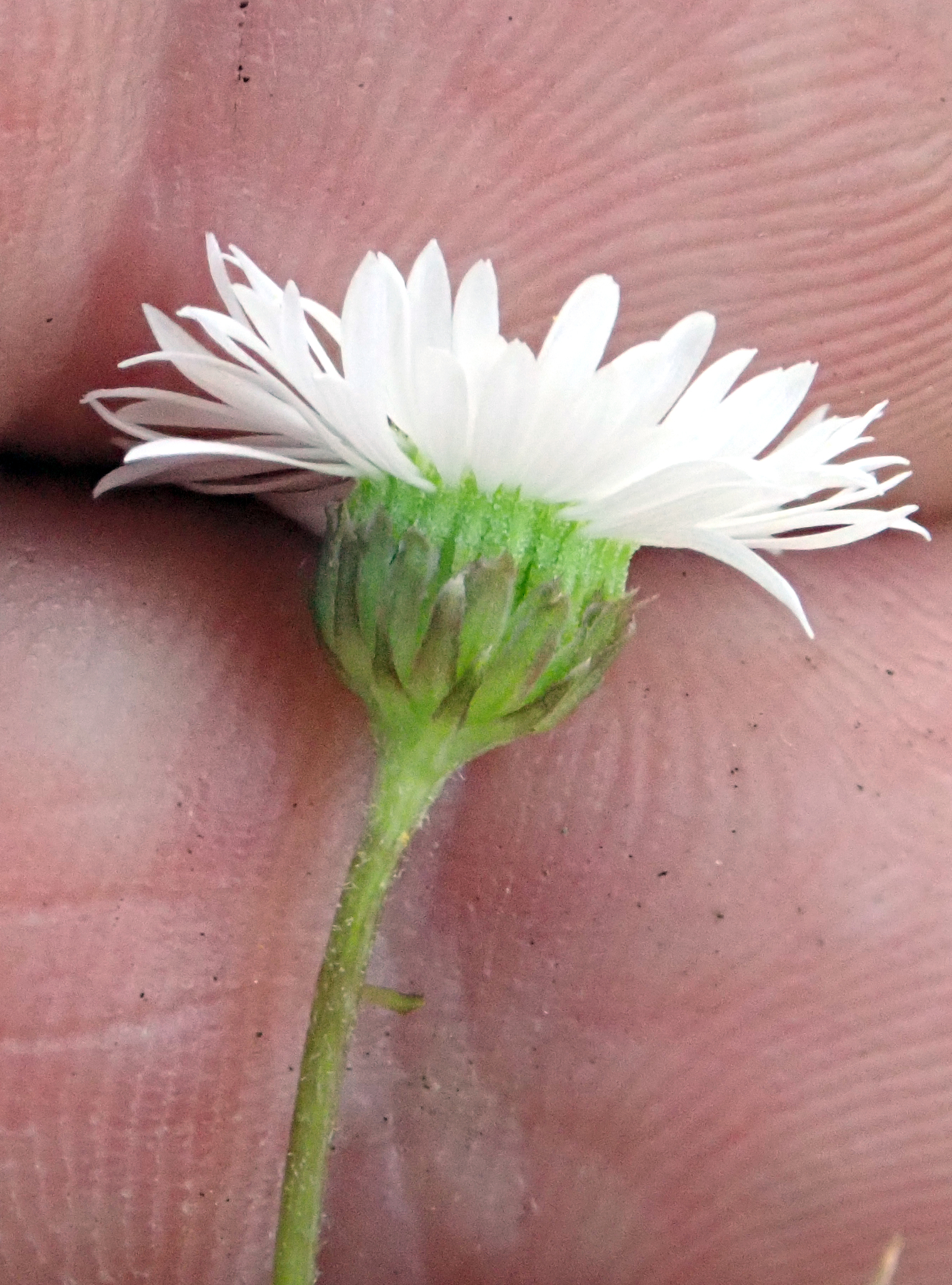
Lagenophora pumila
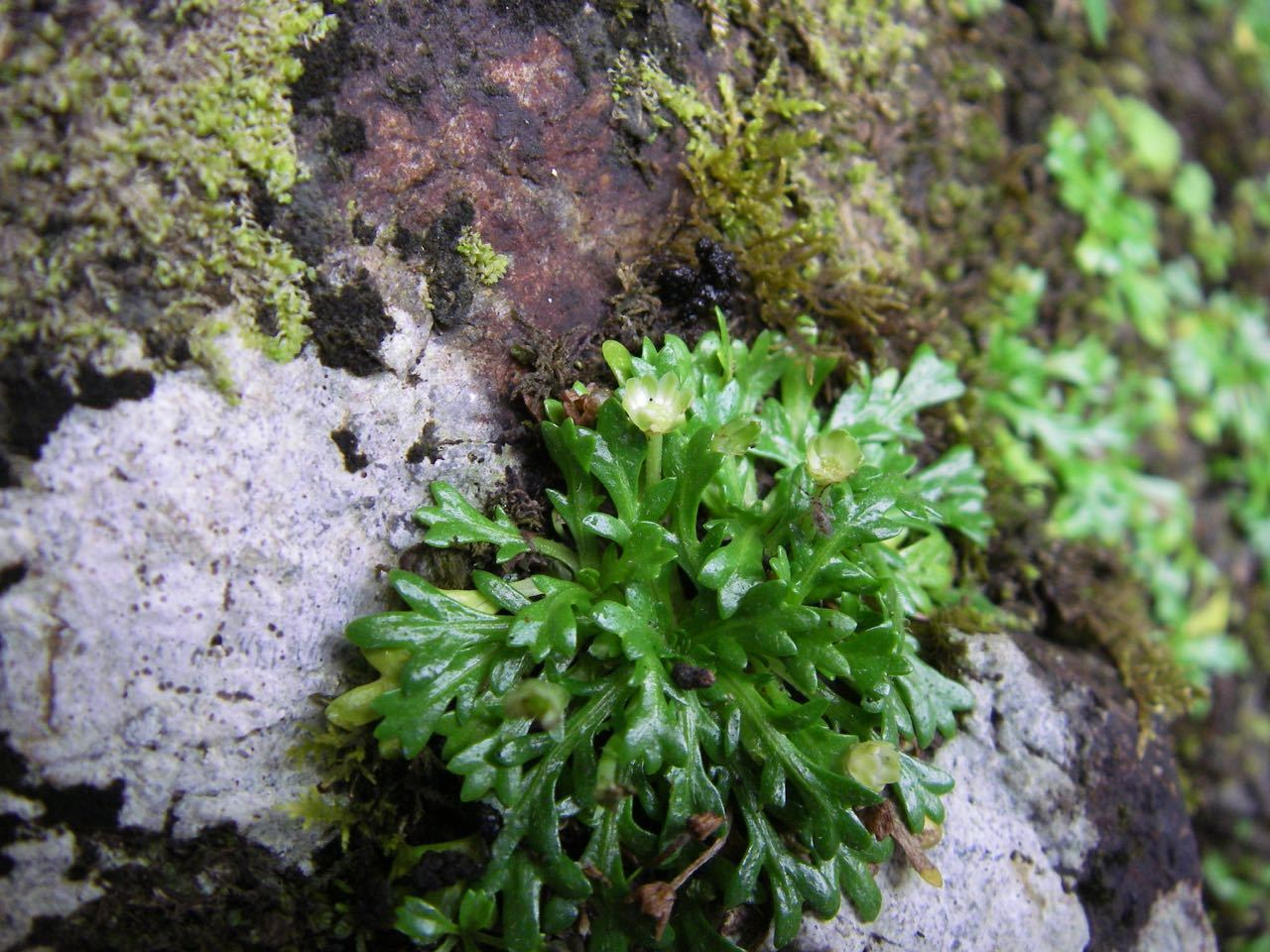
Lagenophora mikadoi

### Sinonimi
Sono elencati alcuni sinonimi per questa entità:
- Ixauchenus Cass.
- Lagenifera  Cass.
- Microcalia  A.Rich.